# Stary Węgliniec (przystanek kolejowy)
Stary Węgliniec – otwarty 1 września 1846 roku przystanek osobowy w Starym Węglińcu na linii kolejowej nr 282 Miłkowice – Jasień, w województwie dolnośląskim.

## Wymiana pasażerska
| Rok  | Wymiana pasażerska na dobę |
| ---- | -------------------------- |
| 2017 | 20-49                      |
| 2023 | 50-99                      |